# Raión de Sókol
El raión de Sókol (ruso: Со́кольский райо́н) es un distrito administrativo (raión) ruso perteneciente a la óblast de Vólogda. Se ubica en el centro-sur de la óblast. Su capital es Sókol, que no forma parte del raión a efectos de desconcentración administrativa de los órganos federales y de la óblast, al estar constituida como una unidad administrativa urbana equiparada a un raión. Sin embargo, desde 2022 Sókol y su raión comparten un mismo autogobierno local bajo la forma de ókrug municipal, de forma que todo el territorio está gobernado por un solo ayuntamiento con sede en Sókol.
En 2023, el ókrug municipal tenía una población de 45 129 habitantes, de los que 34 298 vivían en la ciudad y 10 831 en el territorio propio del raión administrativo.
El raión comprende un conjunto de áreas ubicadas al norte y noreste de la capital regional Vólogda, y se extiende de forma alargada hacia el este.

## Subdivisiones
El ókrug municipal incluye las ciudades de Sókol y Kádnikov y 394 localidades rurales. Antes de 2022, funcionaba como raión municipal, subdividiéndose a efectos de autogobierno local en nueve ayuntamientos. El ayuntamiento urbano de la capital distrital, que se corresponde con el territorio administrativamente separado del raión, no tenía pedanías. Kádnikov también tenía su propio ayuntamiento urbano, que incluía como pedanías 38 localidades rurales. Las restantes 356 localidades rurales se repartían entre los restantes ayuntamientos, que eran los siguientes siete asentamientos rurales: Arjánguelskoye, Biriakovo, Vorobyovo, "Dvinitskoye" (con sede en Chekshino), "Pelshemskoye" (con sede en Markovskoye), "Prigorodnoye" (con sede en Litega) y Chúchkovo.